# Pendul conic
Un pendul conic este un punct material constrâns să se miște, fără frecare, pe un cerc situat în plan orizontal, situat la o distanță determinată de un punct fix, a cărui proiecție pe planul cercului este chiar centrul cercului, asupra punctului material acționând doar greutatea sa proprie.

## Perioada
Perioada oscilațiilor pendulului conic este dată de relația:
{\displaystyle T=2\pi {\sqrt {\frac {h}{g}}}}
unde: h este distanța de la punctul fix la centrul cercului, iar g este accelrația gravitațională.
Perioada pendulului conic este egală cu cea a unui pendul gravitațional de lungime l = h.